# 官報正誤
官報正誤（かんぽうせいご）とは、官報に登載され、公示された法令の記載に誤りが判明した場合において、これを官報の正誤欄に登載することによって訂正することをいう。
日本においては、法令の公布は、官報に登載して行われる。この官報への登載は、各府省庁等から官報原稿を国立印刷局に入稿し、同局においてこれを組版し、官報に掲載することによって行われる。
ところで、この際、官報原稿を組版する過程で誤植を生じたり（印刷誤り）、またそもそもの官報原稿の作成の段階で誤りを生じたり（原稿誤り）することにより、当該法令の実質的な法規範の内容と公示された法文の表記との間に形式的な齟齬を生じることがある。このような場合には、「正誤」の手続により、その表記上の誤りを当該法令の実質的な法規範の内容に即したものに訂正することが行われる。

## 定義
この記事で用いる用語の定義は、おおむね次による。
1. 「法令」　法律及び政令をいう。
2. 「府省令等」　おおむね次の命令[5]をいう。
  1. 内閣法（昭和22年法律第5号）第25条第3項の内閣官房令
  2. 内閣府設置法（平成11年法律第89号）第7条第3項の内閣府令
  3. 内閣府設置法第58条第4項（宮内庁法（昭和22年法律第70号）第18条第１項において準用する場合を含む。）の命令
  4. デジタル庁設置法（令和3年法律第36号）第7条第3項のデジタル庁令
  5. 復興庁設置法（平成23年法律第125号）第7条第3項の復興庁令
  6. 国家行政組織法（昭和23年法律第120号）第12条第1項の省令
  7. 国家行政組織法第13条第1項の命令
  8. 中央省庁等改革基本法（平成10年法律第103号）第53条第2項の中央省庁等改革推進本部令
3. 「例規」（「法令審査例規」という場合を除く。）　地方公共団体の条例及び規則をいう。

## 総論

### 共通記載事項
正誤欄では、最初に正誤の対象となる記事を明らかにし、続いて誤りの区分、正誤内容の順に記載する。
その記載の例は、次のとおりである。
| ページ                                                          | 段 | 行 | 誤           | 正           |
| --------------------------------------------------------------- | -- | -- | ------------ | ------------ |
| 令和〇年〇月〇日公布法律第〇号（〇〇に関する法律） （原稿誤り） |    |    |              |              |
| 一                                                              | 上 | 一 | 正誤前の字句 | 正誤後の字句 |

なお、「ページ｜段｜行｜誤｜正」の欄名は、正誤表が最初に出現する箇所にのみ表示する。
したがって、通常は正誤欄の最初に表示することとなる。もっとも、正誤欄の最初が正誤文である場合には、その正誤文の前（正誤欄の最初）には表示せず、正誤文の後（正誤表の前）に表示することになる。

### 対象記事の特定
対象記事の特定は、本紙掲載の法令の場合「令和〇年〇月〇日（号外第〇号）公布法律第〇号（〇〇に関する法律）」とする。号外掲載の法令の場合は、「令和〇年〇月〇日（号外第〇号）公布法律第〇号（〇〇に関する法律）」とする。
なお、同日公布の法令を引用する場合には、「同日公布」又は「同日（同号外）公布」とすることがある。
また、「公布」の語を欠く例もある。
このほか特殊の正誤の場合に関しては、当該節に述べる。

### 正誤部分の特定
改め文の場合と異なり、正誤部分は、官報のページ、段及び行により特定する。
このとき、段数は、二段組の場合には上段又は下段により、四段組の場合には一段から四段までにより特定する。なお、正誤表には、「上」若しくは「下」又は「一」から「四」までのみを記載する。
行数は、半分から前については最初の行から、半分から後については最後の行から数える。この際、表の罫線は、１行と数えない。なお、最近の新旧対照表方式による府省令等の場合には、「表中改正後欄中〇行目」のように特定する。
なお、同一のページ、段を引用する場合には、正誤表の場合には「〃」の記号を用い、正誤文の場合には「同ページ」、「同ページ同段」の用語を用いる。
また、行数等での特定が難しい例では、「〇ページ〇段別表第一」のように引用する例もある。

## 行レベルの正誤
おおむね次のような形式で行われる。
なお、戦後初期には、「削るの誤り」「加えるの誤り」のように、ことごとく「誤り」の語を入れていた。
| 一 | 下 | 一 | 三行目を削る。 |

| 一 | 下 | 一 | 終りから二行目は三行目の次に加えるの誤り。 |

## 字句レベルの正誤
おおむね次のような形式で行われる。
| 一 | 下 | 一         | ⎫            |          |
| 〃 | 〃 | 終りから五 | ⎪ ⎬ イロハ ⎪ | イロハニ |
| 二 | 二 | 〃 三      | ⎭            |          |

| 一 | 下 | 一 | 「イロハ」は削る。 |

| 一一八 | 下 | 九󠄀行目から一〇行目の「イロハ」は八行目の行頭に入るの誤り。 |

| 一 |  | 表中改正後欄中一 | イロハ | ニホヘ |

| 三四 |  | 表中改正後欄中二 | イロハ | イロハ |

## 配字の正誤
おおむね次のような形式で行われる。
| 一二九󠄀 | 上 | 三～五 | 行頭を一字下げる。 | 行頭を一字下げる。 |

| 七 | 四 | 一五行目と一六行目の間を一行空ける。 | 一五行目と一六行目の間を一行空ける。 |

## 特殊の正誤
次のようなものがある。
| 記事の取消し     | （原稿誤り）目次及び本文において、令和三年六月二十一日文化庁告示第五十七号を削除する。 | 法令名は、記載しない。                                                                                              |                                                                   |                                                                        |
| 法令番号の正誤   | （原稿誤り）目次及び本文において、令和五年三月三十日（号外特第二十三号）公正取引委員会規則第二号は公正取引委員会規則第一号の誤り。 | 法令名は、記載しない。                                                                                              |                                                                   |                                                                        |
| 法令番号の正誤   | 令和二年五月一日（号外第五十六号）目次及び本文において、財務省・農林水産省・経済産業省告示第八号は第六号、同月七日第六号は第七号、同月八日（号外第九十四号）第七号は第八号となった。 | 法令名は、記載しない。                                                                                              |                                                                   |                                                                        |
| 法令番号の補充等 | 令和四年三月三十一日（号外特第三十七号）公布法律第一号地方税法等の一部を改正する法律は、同年五月二十七日農業経営基盤強化促進法等の一部を改正する法律の公布により \| 三一 \| 上 \| 三～四 \| 農業経営基盤強化促進法等の一部を改正する法律（令和四年法律第 号） \| 農業経営基盤強化促進法等の一部を改正する法律（令和四年法律第五十六号） \| となった。                                               | 法令審査例規参照 |                                                                   |                                                                        |
| 法令番号の補充等 | 令和二年三月三十一日（号外特第三十七号）公布法律第五号地方税法等の一部を改正する法律中、第一条（地方税法の一部改正）中の附則第十五条第四十八項の追加規定及び附則第一条第七号中「都市再生特別措置法等の一部を改正する法律（令和二年法律第 号）」は、同年六月十日都市再生特別措置法等の一部を改正する法律の公布により「都市再生特別措置法等の一部を改正する法律（令和二年法律第四十三号）」となった。 | 法令審査例規参照 |                                                                   |                                                                        |
| 署名大臣の正誤   | 令和六年十月二日掲載の大臣は、それぞれ次のとおりとなった。 総務大臣 村上誠一郎 法務大臣 牧原 秀樹 外務大臣 岩屋 毅 財務大臣 加藤 勝信 厚生労働大臣 福岡 資麿 農林水産大臣 小里 泰弘 防衛大臣 中谷 元 | |                                                                   |                                                                        |
| 正誤欄の正誤     | 令和〇年〇月〇日正誤欄中（原稿誤り）～の誤り。 | 正誤表による場合もあろう。 なお、通常の正誤と異なり、正誤部分の特定に係る記載が「（原稿誤り）」等の前に記載される。 |                                                                   |                                                                        |
| 罫線等の正誤     | 平成十二年五月三十一日（号外第百五号）公布厚生省令第九十八号（厚生年金基金規則等の一部を改正する省令） （印刷誤り） 二五四ページ上段表中終りから一八行目と終りから一七行目の間に罫入るの誤り。 | |                                                                   |                                                                        |
| 罫線等の正誤     | 平成二十七年三月二十六日（号外第六十八号）金融庁告示第二十五号（銀行法施行規則第十九条の二第一項第五号ニ等の規定に基づき、自己資本の充実の状況等について金融庁長官が別に定める事項等の一部を改正する件） （印刷誤り） 六三ページ下段別紙様式中当最終指定親会社四半期末欄のすべての斜線を削除し、経過措置による不算入額欄に入るの誤り。                                                              | |                                                                   |                                                                        |
| 三一             | 上 | 三～四 | 農業経営基盤強化促進法等の一部を改正する法律（令和四年法律第 号） | 農業経営基盤強化促進法等の一部を改正する法律（令和四年法律第五十六号） |

## 関連文献
- 法制執務研究会編『ワークブック法制執務』（新訂第２版）ぎょうせい、2018年。ISBN 9784324103883。